# سارگون دوم
سارگون دوم یا سارگن دوم (۷۲۲–۷۰۵ پیش از میلاد) امپراتور آشور و بنیان‌گذار سلسله سارگون بود. در زمان سارگون دوم، دولت آشور که قدرتمند شده بود، پیشروی خود را به داخل فلات ایران ادامه داد.
شهر ایزیرتا (یا ایزیرتو) که سقز کنونی باشد، قبل از اولین اتحاد اتحادیه قبایل ماد به عنوان پایتخت ماننا شناخته می‌شده‌است. گفته شده که این شهر با نام ایزیرتا در زمان نخستین اتحادیهٔ ماد، پایتخت مادها بود. سرکردگان ماد در اطراف این شهر استحکاماتی برای خود ساختند که از آن جمله زیویه و قپلانتوی کنونی را می‌توان نام برد.

## دخالت در ماننا
ایرانزو مؤسس سلالهٔ ماننا و پدر اولوسونو در سال - ۷۱۶ پ.م. - در گذشت. در آن سال پسر بزرگ او آزا بر سریر سلطنت نشسته بود متاتی فرمانفرمای زیکرتو و تلوسینا فرمانفرمای آندیا و بگداتو فرمانفرمای اوئیش دیش که مانند دیاکو حکّام منصوب از طرف ماننا بودند، علیه آزا خروج کردند. ظاهراً اتهام ویژهٔ آزا این بود که با سارگن دوم عقد اتحاد بسته‌است. آزا دستگیر و کشته شد و جنازهٔ او را در کوه اوآئوش افکندند. سارگن دوم بیدرنگ مداخله کرد و موفق به دستگیر کردن باگداتو گشت و فرمان داد پوست از تنش برکنند و لاشهٔ او را در معرض تماشای ماننائیان قرار داد و پسر دیگر ایرانزو را که اولوسونو نام داشت بر تخت سلطنت نشاند. مع‌هذا اولوسونو که در میان افراد و دار و دستهٔ ضد آشوری محصور بود بیدرنگ از آشور جدا شد و کوشید تا با اورارتو عقد اتحاد ببندد. وی ۲۲ دژ را که در منطقهٔ هم‌مرز با آشور قرار داشت به روسا پادشاه اورارتو داد و فرمانفرمایان درّه‌های بخش علیای زاب کوچک «ایّتی» فرمانفرمای آلابریا و «آشورله» فرمانفرمای کارالا را به اقدام علیه آشور وادار کرد.

## تصرف ماد و ماننا
سارگن دوّم به ماننا بازگشت و ایزیرتو پایتخت ماننا و دو قلعهٔ مهّم مرکزی زیبیه و آرمائیت را تصرف کرد. اولوسونو خویشتن را تسلیم رأفت و عنایت سلطان فاتح کرد و پادشاهی به وی بازگشت. اما راجع به «ایّتی» و «آشورله» … اولی به اتفاق خانوادهٔ خویش به متصرفات آشور تبعید شد و دوّمی را زنده پوست کندند؛ و ناحیهٔ او جزء ایالت آشوری زاموآ شد. آشوریان دو ناحیهٔ مرزی نیک‌ساما و شورگادیا را تصرّف کرده از ماننا منتزع ساختند و به ایالت آشوری پارسوآ ملحق نمودند. آنگاه سارگن دوم به سوی نقاط دورتر - به طرف جنوب و نواحیی که نظارت ماننا بر آن ضعیف بوده یا بالکل معدوم بود، لشکر کشید. نخست قلعهٔ مهم کیشه سو در مسیر علیای قزل اوزن اشغال گشت و فرمانفرمای آن که بنام آشوری - بابلی بل شارو سور خوانده می‌شد اسیر گشت. نام قعله را به کار نین اورتا تغییر دادند و لوحی با تصویر سارگون دوم در آنجا نصب کردند و پادگانی مستقر ساختند. بدین طریق ایالت جدید آشوری کیشه سو ایجاد شد و نواحی بیت ساگبات و بیت خیرمامی و بیت اومارگی و قلعه‌های خارخوبارا و کیلامباتی و آرمانگو که اظهار انقیاد کرده بودند جزو آن گشتند. این نام‌ها را باید در منطقهٔ واقع میان علیای قزل اوزن و کوه‌های مغرب و جنوب غربی قزوین باید جستجو کرد.

## تصرف ماننا و ماد در منبع دیگر
سارگن دوم پادشاه آشور به سرزمین ماد تاخت و مادها شکست خوردند ایزیرتا، زیویه و آدامائیت را ویران کرد. پس از شکست دیاکو شاه ماد از سارگن دوم فرزند و جانشین او، فرورتیش، قدرت رهبری مادها را به دست گرفت و در ۶۷۳–۶۷۲ پ.م. در برابر آشوری‌ها قیام کرد. در سالنامه‌های سارگن دوم آمده‌است که در بین سال‌های ۷۲۱–۷۰۵ پ.م. گروه‌هایی از آشوری‌ها در فلات ایران و سرزمین ماد اسکان داده شده‌اند. همچنین سارگن دوم در کتیبه‌ای دیگر از تسلیم شدن شاه ماننا سخن می‌گوید و از بخشیده شدن او خبر می‌دهد:
در مقابل اولسنو شاه ماننا میز مهمانی را بگستراندم، تخت و مقام سلطنتی او را نسبت به مقام پدرش بلند مرتبه تر کردم، سرکردگان ماننا را برابر و همردیف با سرکردگان آشور بر سر سفره مهمانی نشاندم، در مقابل خدای آشور و خدایگان سرزمین خودشان به درازی حکمرانی من دعای خیر کردند.
محتوای این کتیبه نشانگر آن است که در آن مقطع زمانی ماننا متحد آشور به‌شمار می‌رفت.
سارگن دوم در سال ۷۱۴ پ. م و بعد از مطیع ساختن ایالت پارسوا به منطقه ماننایی سوری گاش که در دست اورارتو بود، حمله کرد. با اینکه شاهان پیشین آشور همیشه ماد را مورد حمله و تجاوز قرار می‌دادند ولی سارگن دوم بنا به اتحادی که با اولسنو ماننا بسته بود با وی به صورت یک دوست و متحد رفتار می‌کرد و به قولی که به شاه ماننا داده بود عمل کرده و اراضی غربی ماننا را که در مدت نزدیک به یک سده در اختیار اورارتو بود گرفت و در اختیار دولت ماننا قرار داد. سارگن دوم که با این عمل شاه ماننا را مدیون خود ساخته بود، چند ماه بعد در حمله به ماد مرکزی شاه ماننا به آشور در اشغال ماد مرکزی کمک کرد.
دیاکونوف اسامی ۲۶ مکان جغرافیایی و ۲۶ نفر از حاکمان ایالت پارسوای ماد (منطقه اردلان امروزی) را که آشوریان در کتیبه‌های سارگن دوم ذکر کرده‌اند را در کتاب تاریخ ماد (ص ۵۱۶–۵۱۷) ذکر کرده‌است.
سناخریب از (۷۰۴–۶۸۱ پیش از میلاد) جانشین پدرش سارگن دوم شد.

## جنگ‌های سارگن دوم
- ۷۲۱ (پیش از میلاد)؛ سارگن دوم پادشاهی شمالی اسرائیل را از بین برد.
- ۷۲۰ (پیش از میلاد)؛ پایان محاصره انطاکیه از سوی آشوریان.
- دهه ۷۱۰ (پیش از میلاد)؛ انطاکیه و صیدون بر آشور شوریدند.
- ۷۱۷ (پیش از میلاد)؛ برپایی پایتخت تازه آشور از سوی سارگن دوم.
- ۷۱۷ (پیش از میلاد)؛ پیروزی سارگن دوم در جنگ با هیتی‌ها.

## نفوذ به اراضی مرکز ایران
رابطهٔ بعضی از قلاع واقع در دامنه‌های جنوبی جبال گیزیل بوندا و دامنه‌های الوند در نتیجهٔ تحولات ذکر شده با ماننا قطع شد و متصرفات آشور در این میان فاصل بود و مرابطات استقلال طلبان اراضی دریاچه اورمیه و کرانهٔ دریای کاسپین با ماد شرقی نیز دشوار گشت. ساکنان قلعهٔ خارخار خداوند ده خویش را که کی بابا نام داشت اخراج کردند و از تالتا شاهک الی پی تقاضا کردند که ایشان را به تابعیت خویش بپذیرد. چنان‌که پیشتر گفته شد الی پی در میان پادشاهی‌های کوچک ماد جنوبی از همه مهم‌تر بود و حایل میان آشور و عیلام به‌شمار می‌رفت. 

کوچاندن مادها به عنف. از نقش بر جسته آشوری نینوا. سده هفتم پ.م.

سارگن دوم همچنان لشکرکشی بسوی جنوب ماننا را تعقیب کرد و خارخار را اشغال نمود و ساکنان آن محل را به اسارت برد و به جای اهالی پیشین آنجا، مهاجرانی را سکونت داد. به ظنّ غالب اینان اسرائیلیانی بودند که در سال - ۷۲۲، ۷۲۱ - سر به اطاعت نهاده بودند. خارخار را سخت مستحکم ساخته و مرکز ایالت آشوری‌اش قرار دادند. ایالت مزبور شامل ناحیهٔ رودک علیا یا آرانزشو و ناحیهٔ رودک سفلی یا بیت راماتوآ. این ناحیه نیز در گذشته جزئی از آرازیاش بود و نواحی اوریکاتو و سیگریس و شاپاردا و اوریاکو نیز بود. از میان نواحی یاد شده آرانزشو ناحیه‌ای است که در لشکرکشی‌های سابق آشور از آن یاد شده و به نظر می‌رسد در ناحیهٔ همدان واقع بوده باشد. شاید ناحیهٔ رودک علیا و رودک سفلی که غالباً تحت عنوان شانارته خوانده شده‌است همان درّه و بستر رودک‌هایی است که از الوند سرازیر شده سپس و به رود قره سو (قم) ملحق می‌شوند. سیگریس و شاپاردا را هم نزدیک همین نقاط باید جستجو کرد.
با اینکه بعدها لشکریان آشور بارها به داخل خاک ماد نفوذ کردند ولی مرز امپراتوری آشور عملاً به آنسوی حدّی که سارگون دوم معیّن کرده بود تجاوز نکرد. آشوریان حتّا در همین حدود هم به دشواری می‌توانستند خاک ماد را جزو کشور و دولت خویش محفوظ داشته ضبط و نظم دهند؛ بنابراین در دورهٔ طغیان نفوذ آشور به داخل ماد، مرزهای منطقهٔ اشغالی ایشان را می‌توان به قرار زیر دانست.
- بخش علیای زاب کوچک و دیاله. کاملاً اشغال شده بود.
- مرز شمال از کوه‌های گیزیل بوندا[۲۷] و ناحیهٔ زنجان- قزوین عبور می‌کرد. اینجا مرز شرقی نواحی اشغال شده آغاز می‌گشت و تا مغرب قزوین و مشرق همدان امتداد می‌یافت.
- مرز جنوبی بخش اشغالی آشوریان در خاک ماد از کوه الوند شروع شده از سلسله جبال شمال درّهٔ کرمانشاه در جهت شرقی غربی تا بستر شاخه‌های رود دیاله ممتد بود. در آغاز، اراضی مزبور که توسط آشوریان اشغال شده بود شامل پنج ایالت می‌شد بدین شرح: زاموا، پارسوا، بیت همبان، کیشه‌سو و خارخار. بعدها دو ایالت اخیرالذکر به چندین ناحیهٔ کوچک تجزیه و تقسیم شدند.

## سال‌های پس از ۷۱۵ پ. م
ایجاد این پایگاه جنگی نیرومند در پشت سر ماننا نمی‌توانست تأثیر عمیقی در سیاست دولت مزبور نداشته باشد. و نتیجهٔ این وضع در طی سال‌های بعد و لشکرکشی‌های سارگون دوم بسوی مشرق - ۷۱۵، ۷۱۳ - مشهود افتاد.
ایالت‌های کیشه سو و خارخار که توسط سارگن دوم تأسیس شده بود بخشی مهم از سرزمینی را که دیاکو به ظاهر از طرف ماننا، در آنجا حکومت می‌کرد، از آن منتزع ساخته و به خود ملحق کردند. - تا حدّی که تشخیص مکان قلمرو او مقدور است - فقط بخشی از درّهٔ قزل اوزن، بالاتر از میانه، در حیطهٔ تصرّف دیاکو باقی ماند. آنگاه به وضوح معلوم شد، پادشاه ماننا که خود مطیع و منقاد آشوریان است نمی‌تواند تکیه‌گاه و مدافع دولت دیاکو باشد. روسا پادشاه اورارتو به‌وسیلهٔٔ پیک‌هایی این نکته را گوشزد دیاکو ساخت. روسا در آن زمان علیه اولّوسونو به عملیات جنگی دست زده بود و این اقدامی بود تنبیهی و انتقامی در مقابل طرفداری اولّوسونو از آشوریان. سالنامه‌های سارگن دوم مشعر است که روسا در سال -۷۱۶ پ.م. - ۲۲ قلعهٔ ماننا را تصرّف کرد و دیاکو را تشویق نمود که از ماننا جدا شود و دیاکو پسر خود را به عنوان گروگان و نمایندهٔ خویش نزد روسا فرستاد. متأسفانه متون آشوری محلّ ۲۲ قعلهٔ مذکور را مشخّص نمی‌سازند؛ ولی چنان‌که گفته شد در ناحیه‌ای میان ماننا و آشور قرارداشتند، زیرا که سارگون دوم در سال - ۷۱۵ پ.م. - نه تنها قلاع مزبور را از اورارتو پس گرفت بلکه مستقیماً به آشورشان ملحق ساخت. و سپس علیه دیااوکو لشکر کشید و وی را با خانواده‌اش اسیر و به هامات سوریه تبعید نمود.
سارگن دوم تهاجم بسوی بخش سفلای قزل اوزن را ادامه داد و وارد آندیا شد. این محل متصرفهٔ شخصی بود بنام تِلوسینا که دست کم از سال - ۷۱۹ پ.م. - متحد روسا شمرده می‌شد. در آن زمان آندیا به یاری بگداتو فرمانفرمای اوئیش دیش و متاتی فرمانفرمای زیکرتو علیه آزا مبارزه می‌کرد. از این ناحیه ۴۲۰۰ اسیر و تعداد زیادی دام برده شد. سارگن دوم به منظور تسجیل برتری خویش بر سرزمین شرقی، در ایزیرت تختگاه ماننا تصویر خود را بر سنگ منقور کرد.

## شورش در خارخار
پیرامون سال - ۷۱۵ پ.م. - شورش عظیمی در ایالت خارخار که به تازگی فرمانبردار شده بود وقوع یافت. شورش مزبور کار اتحادیه قبایل ماد بود و محتملا از الی‌پی کمک به شورشیان می‌رسید و به مجاور و از آن جمله بیت همبان و نامار نیز سرایت کرد. سارگون دوم از بیت سانگی بوتی، اور ُیاکا، سیگریس و ساپاردا و او ُپاریا در شمار ایالات شورشی نام می‌برد.
لشکریان آشور علیه شورشیان اقدام کردند و توانستند چند قلعه را در سرزمین رودک علیا و رودک سفلی اشغال کنند و از آن جمله بود چهار قلعهٔ کیششلو، کیندائو، آنزاری و بیت باگای که توسط پادگان‌های دائمی آشوری اشغال شدند. به‌طوری‌که در سالنامه‌ها منقول است قلعهٔ خارخار به منظور مطیع ساختن ماد سخت مستحکم شده بود. در ایالت بیت همبان دژ کی میّرا بتصرف ایشان درآمد و بیش از ۲۵۳۰ نفر را به اسارت بردند.
ولی سارگن دوم نتوانست اراضی را که مسخّر ساخته بود - چون ایالات دیگر - به زیر فرمان خویش درآورد. فرمانفرمایان محلی در املاک خویش و در حدود ایالت باقی ماندند و فقط پرداخت خراجی را به آشور تعهد کردند. ظاهراً این عمل رسمی بود که از زمان سلطهٔ ماننا معمول گشته بوده.
محتمل است که دسته‌های جنگی مرکب از ساکنان محلی را وارد نیروهای مسلح آشوری ساختند. فرمانفرمایان نواحی که جزو اتحادیه قبایل ماد بودند در سراسر اتحادیهٔ مزبور تا بیک نی خراجگزار سارگن دوم شمرده می‌شدند. بعد خواهیم دید که وصول خراج از مردم نه تنها در سرزمین‌های دور دست بلکه در آنجاییکه اصطلاحاً ایالات مادی آشور خوانده می‌شد، فقط به یاری نیروهای مسلّح و اعزام قشون مقدور بود.
نفوذ کامل آشوریان فقط در نقاطی حکمفرما بود که دژهای آنان بر آن ناظر بودند و مردم محل را تبعید کرده به جایشان ساکنان کشورهای دیگر را ساکن ساخته بودند؛ ولی در پیرامون این نقاط اهالی مادی و کوتی تحت فرمان فرمانفرمایان پیشین و سران قبایل خویش بودند و فقط وقتی خراج می‌پرداختند که به عنف مجبورشان کنند یا ضرورت قطعی اقتضا کند.

## سال بعد از اطفای شورش خارخار
لشکرکشی سال - ۷۱۴ پ.م. - به منظور تنبیه زیکرتو و آندیا که هنوز سر به اطاعت ننهاده بودند طرح شده بود. در آغاز لشکرکشی، سارگن دوم وارد ایالت سوریگاش - یکی از ایالات ماننا - شد. شاید سوری‌گاش همان ایالتی باشد که روسای یکم در سال ۷۱۶ پ.م. تسخیر کرد. هدایای ماننا در این محل توسط اولوسونو پادشاه آن کشور و کسان و مشاوران وی تقدیم سارگن دوم شد. آنگاه سارگن دوم به منظور تظاهر جنگی از متصرفهٔ پادشاهی غیر مستقل و کوچک آلاباری در بخش علیای زاب کوچک گذشت و تعدادی اسب و دام از بلا پالی دین دست نشاندهٔ خویش برسم هدیه گرفت و سپس وارد ایالت آشوری پارسوا گشت و محتمل است منظورش استتار نیّات واقعی خویش و فریب دادن طرف یعنی اورارتو بود. اینجا از طرف خداوندان دهکده‌های اراضی ماد که قبلاً مطیع آشوریان گشته بودند و بلاواسطه مجاور آن بودند هدایایی به سارگن دوم تقدیم شد. متن مزبور نام ۲۶ فرمانفرما را ذکر می‌کند و اسم تالتا فرمانفرمای الیپی در رأس فهرست قرار گرفته‌است. اینان به سارگون‌دوم تعدادی اسب و قاطر و دام‌های شاخ‌دار و شتران دو کوهان تحویل دادند. ظاهراً عامّه چنین پنداشتند که سارگون‌دوم می‌خواهد لشکرکشی به ماد مرکزی را تکرار کند؛ ولی نیّات وی بالکل دیگر گونه بود. شاه آشور از پارسوا حرکت کرده از کوه‌ها و گردنه‌ها گذشته وارد سرزمین میّسو که یکی از ایالات ماننا بود شد. در آنجا طبق قرار قبلی اولوسونو در قلعهٔ زیرداکا چشم براه وی بود و انبارهای پر از خواربار تهیه کرده، هدایایی از اسبان و دام‌ها به لشکریان آشور تقدیم داشت. سارگن دوم در طی مذاکرات با اولوسونو شاه ماننا، گویا به درخواست وی نوید داد که علیه اورارتو لشکرکشی می‌کند و اراضی را که ماننا در کرانهٔ شرقی دریاچه ارومیه از دست داده‌است مسخّر ساخته به وی بازمی‌گرداند. ضیافتی به افتخار اولوسونو و ماننائیان ترتیب داده شد و اولوسونو گرچه زیر دست سارگن دوم نشست ولی به هر حال بالاتر از جاییکه در گذشته پدرش ایرانزو اشغال می‌کرد جلوس کرد؛ و با این عمل ماننا کشوری متحد آشور شناخته شد. در اینجا هدیه‌های فرمانفرمایان از دو قلعهٔ گیزیل بوندا یعنی زیزی از آپپاتار و زالا از کیت پات واقع در مرز پارسوا که در ارسال آن تأخیر شده بود، دریافت گردید.

## جنگ سارگن دوم با روسا
سارگن‌دوم به رغم وعدهٔ خویش که جنگ با روسا را آغاز کند و شاید باز هم به خاطر گمراه کردن روسا به طرف سرحدّات جنوبی و جنوب شرقی ماننا حرکت کرد و متوجه زیکرتو شد. در قلعهٔ ماننایی پانزیش که با زیکرتو و آندیا هم‌مرز بود مرکز آذوقه این لشکرکشی تأسیس گشت. آنگاه سارگن‌دوم از رودک ایشتازائو گذشته وارد ایالت آئوکانه در سرزمین متاتی زیکرتویی شد. متاتی روش دیرین را بکار بست و مقّر خویش یعنی قلعهٔ پاردو - نزدیک میانه - را ترک گفته در کوه اوُآشدیریکا علی‌الظاهر بزغوش داغ کنونی و به احتمال ضعیف سبلان پنهان شد؛ ولی به این اقدام اکتفا نکرده و به شتاب نیروهای جنگی خویش را برای الحاق به روسای یکم روانه کرد. روسا که از نیّت سارگن دوم یعنی نفوذ در ناحیهٔ مجاور دریای کاسپین زیکرتو مطلع شده بود از سمت مغرب با عجله پیش می‌آمد تا راه او را از پشت سر سدّ نماید و تارومارش کند.
در این میان سارگن‌دوم محافظانی را که متاتی در گردنهٔ اوُآش دیرمکو گذاشته بود از میان برداشت و ۱۳ دژ زیکرتویی را غارت و ویران کرد و سپس به ناگهان جهت حرکت خویش را تغییر داده متوجه مغرب و ایالت اوئیشدیش متعلق به ماننا در ناحیهٔ مراغه فعلی که از طرف اورارتو اشغال شده بود، گشت. این تغییر جهت، ظاهراً، هم از آغاز لشکرکشی جزو نقشهٔ سارگن‌دوم بود و وی در اوئیشدیش گزارشی از عامل و جاسوس خود دریافت که مؤید این نقشه بود. عامل خبر داد که لشکریان روسا نزدیک می‌شوند. احتمالاً این جاسوس بلاپالیدین حاکم آلاباری یکی از شاهکان بود.

## برملا شدن نقشهٔ روسا
در هر حال نقشهٔ روسا و متاتی نقش بر آب شد. در جنگ کوهستان اوُآئوش آشوریان نیروهای ایشان را تارومار کرده به سرزمین اورارتو عقب نشاندند. سارگن دوم با یک راهپیمایی معجّل کرانه شرقی دریاچه اورمیه را بسوی شمال درنوردید. مردم محل به وسیلهٔ آتشی که بر قلل کوه‌ها افروخته می‌شد از نزدیک شدن لشکر آشور با خبر شده مساکن خویش را ترک می‌گفتند. نخست اوشکایا که قلعهٔ مرزی اورارتو بود و محتملا در عهد ساردوری دوم هنگام تسخیر ناحیهٔ سوبی واقع در کرانهٔ شرقی دریاچهٔ اورمیه - که پیشتر به ماننا تعلق داشت - ساخته شده، اشغال گشت. این قلعه نگهبان راه وصول به سوبی و ناحیه زرند بود. بنا به گزارش سارگن دوم سوبی از طرف پادشاه اورارتو به ویژه برای پرورش اسب جهت سواران اورارتویی معیّن شده بود.
به‌دنبال فراریان عرصهٔ جنگ کوه اوُآئوش ساکنان اوشکایا و پادگان محل آنجا را ترک گفتند و سارگن دوم بدون اینکه پیکاری کند اشغالش نمود؛ و فرمان داد دیوارهای آن را که چهار متر ضخامت داشت خراب کنند و تمام خانه‌های اوشکایا و ۱۱۵ دهکدهٔ اطراف را طعمهٔ آتش ساخت. پس از آنکه اورارتوئیان از آن ناحیه طرد شدند آزا شاه ماننا، می‌توانست متصرفات خویش را بطرف شمال بسط دهد ولی آشوریان نمی‌خواستند به متحد خویش ولایات ویران نشده و پر جمعیّت و آباد دهند؛ و قلعهٔ آنیاشتانیا و طویله‌های آن را با اسبان ذخیرهّ ارتش اورارتو و ۱۷ دهکدهٔ پیرامون و قلعهٔ مضاعف تاروئی تارواگیس را در سرزمین قبیلهٔ دالیان - که آن نیز پایگاه اسبان ذخیرهٔ اورارتو بود - ویران کردند. لشکریان آشور همه جا انبارهای جو را تصرّف کرده و گندمزارها و مراتع را نابود می‌کردند.
سارگن دوم سپس از ایالت اورارتویی سان گی بوتو واقع در شمال دریاچه اورمیه عبور کرد. سرزمین اخیرالذکر ظاهراً در زمان مینوآ یعنی از صد سال پیش به اورارتو تعلق داشت و مهم‌ترین شهر آن اولخو بود که به‌وسیلهٔٔ دژ ساردوری‌خورد از آن دفاع می‌شد. پادشاه اورارتو در این شهر کاخی بنا کرده بود. نگارندهٔ گزارش سارگن دوم به ویژه به کارهای بزرگ و کوشش فراوانی که اورارتوئیان برای آبیاری این سرزمین و حفر جوی‌ها و ترعه‌ها و قنوات (کاریز) و ایجاد بند و سدّ و غیره به عمل آورده بودند اشاره می‌کند. پیرامون اولخو یک‌پارچه باغهای شکوفان و تاکستان‌ها و مرتع سرسبز بود. آشوریان تمام این‌ها را سوزاندند و پایمال نمودند و غارت و ویران کردند. دهکده‌های کوچک اطراف و قلعهٔ ساردوری‌خورد نیز دچار سرنوشت اولخو گشتند ولی مردم آن فرار کردند و در کوهستان پنهان شدند.
بطوری‌که از گزارش سارگن دوم بر می‌آید در اولخو اراضی پادشاهی وجود داشت ولی مانند دیگر دهکده‌های اطراف، زمین‌های بسیار نیز در تصرّف یا تملک افراد محل یا خانواده‌های آنان یا جماعت‌های روستایی بود.
در مغرب اولخو نیز چنین نواحی ثروتمند و آباد و متمدّنی وجود داشت. بسیاری از دهکده‌های این نقاط سخت مستحکم بودند ولی ارتش روسا که روحیهٔ خویش را باخته بود کوششی برای حفظ آن‌ها نکرد. کماکان آشوریان وارد قلاع ثروتمندی می‌شدند که ساکنان آن‌ها اموال خویش را رها کرده و گریخته بودند. بدین سبب به‌خصوص در اینجا ذخایر عظیم آذوقه به‌دست آشوریان افتاد. بخشی از مردم که به کوه‌ها پناه برده بودند به‌دست آشوریان نابود گشت. آشوریان دهکده‌ها را چنان‌که رسم ایشان بود سوزاندند و غارت کردند و سپس از طریق گردنهٔ قتور وارد خاک اصلی اورارتو شدند.
در یکی از متون سارگن دوم آمده‌است که در این موقع پادشاه آشور ۲۲ قلعه‌ای را که در سال - ۷۱۶ پ.م. - روسا اشغال کرده بود و همچنین دو قلعه‌ای را که در طی لشکرکشی همان سال از روسا و متاتی گرفته شده بود به اولوسونو شاه ماننا داد. به احتمال قوی یکی از دو قلعهٔ اخیرالذکر اوشکایا و دیگری پاردا یا آنیاشتانیا بوده‌است؛ ولی ممکن است که ماننائیان به این اکتفا نکرده و از وضع موجود استفاده نموده قطعات دیگری از اراضی سابق اورارتو را در نقاط شمالی کرانهٔ دریاچه ارومیه اشغال کرده باشند. در گزارش سارگن دوم، به مناسبت تسخیر قلاعی در بخش سان گی بوتو - نزدیک خوی با عبارت مبهمی از ماننا یاد شده و محتمل است که اولوسونو خواسته بوده مرزی جدید در سلسلهٔ جبالی که اکنون سرحدّ میان ایران و ترکیه از آن می‌گذرد بر قرار سازد، زیرا که اورارتوئیان نظارت بر نقاط شرقی‌تر سلسله جبال مزبور را از دست داده بودند و آشوریان که مرز مشترکی با آن سرزمین نداشتند قادر نبودند نظارت خویش را در آنجا مستقّر کنند.

## سال ۷۱۳ و حمله به ماد
سارگون‌دوم در سال - ۷۱۳ پ.م. - لشکرکشی به داخل ماد را آغاز کرد. مادها از سال ۷۱۴ منتظر حمله بودند و از آن بیم داشتند. بهانهٔ این لشکر کشی شورشی بود که در ناحیهٔ کارالا وقوع یافت و ساکنان آنجا مردی را که دست‌نشاندهٔ آشوریان بود طرد کردند و سارگون‌دوم ساکنان کارالا را قلع‌وقمع کرد و از آنجا عازم الی پی و ماد گشت؛ و پس از ورود به الی‌پی دالتا پادشاه آنجا را بر سریر سلطنت کارالا مستقر ساخت. این عمل بدان سبب ضرورت یافت که پادشاه مزبور طرفدار آشور بود و اتباع وی و حتی بزرگان و اعیان نیز از این رهگذر از وی ناراضی بودند لشکریان آشور از آنجا به داخل ماد رهسپار شدند. متن منبع در این مورد چنین می‌گوید:
کشور سیگری سو، کشور بائیت‌عان، ایالت ماد که در مرز الی‌پی است، کشور…، کشور آپساخوتی، کشور پانوآتّی، کشور اوتیرنا، دهکده دیریستانو، کشور …، کشور اوریاکی، کشور ریمانوتی، (؟)، ایالت کشور اوپورئی، کشور اویادائوئه، کشور بوستیس، کشور آگازی، کشور آمباندا، کشور دانانو، ایالت مادهای دور دست در مرزهای کشور آریبی یا مشرق و همچنین ایالت مادهای مقتدر که یوغ خدای آشور را فرو افکندند و به کوه‌ها و بیابان‌ها، مانند دزدان روی آوردند من هیزم شعله‌ور به تمام دهکده‌های ایشان افکندم و سراسر سرزمین ایشان را به تل‌های ویران و فراموش شده مبدل ساختم.
قطعهٔ بالا از چندین جهت جالب توجه است. مسیر سارگون‌دوم آنچنانکه باید روشن نیست ولی مبدأ آن الی پی نزدیک کرمانشاه بود. از اماکن نامبرده نام‌های اوریاکّی و اوپوریا (اوپورئی - اوپاریا) آشناست اوپاریا شاید همان «نی‌پاریا» در متون تیگلت پیلسر سوم باشد. هر دو محل جزو ایالت خارخار بوده‌است. این موضوع در مورد ناحیهٔ سیگریس که نام آن در آغاز متن آمده نیز صادق است؛ بنابراین دیگر ایالات را نیز، نباید دور از اراضیی که قبلاً به آشور ملحق شده بود، جستجو کرد.
مع‌هذا متن دیگر سارگون‌دوم این نکته را تأیید می‌کند که ایالات آگازی و آمباندا به نواحی مادهای سرحد «آریبی‌های شرق» تعلق داشتند.
اسامیی از قبیل آپساخوتی و پازئوآتی و غیره باقی می‌ماند که در متون دیگر ذکری از آن‌ها نیست و ظاهراً در مشرق الی پی قرار داشته‌اند. ریشهٔ اکثر این نام‌ها گویا ایرانی می‌باشد.
متن منقول در بالا از آن جهت که ایالات مذکور را به دو گروه تقسیم کرده جالب است. این دو گروه عبارتند از: «ایالاتی که در حدود آریبی یا شرق قرار دارند» و گروه دوّم «ایالات مادهای مقتدر که … در کوه‌ها و بیابان‌ها می‌گشتند».
اصطلاح آریبی عادتاً در متون آشوری طبق موازین لهجهٔ آشوری زبان اکدی یا به حالت اضافی یا جمع است و از حالت مفرد «عارابو» و «عاروبو» یا «عاراب» می‌آید. ولی مسلّم است که در این مورد صحبت از عرب در میان نیست و «آریبی‌شرق» که در متن سارگون‌دوم مذکور است مفهوم دیگری دارد. دو گونه می‌توان توضیح داد. توضیح اول این است که مقصود صحرانشینان شرق می‌باشد یعنی، به ظنّ قوی، قبایل صحرا نشین ایرانی. اما طبق توضیح دوم پسوند «بی» را باید «په» خواند همچنان‌که در مورد الی‌پی چنین است یعنی چون پسوند عیلامی جمع، و «آری‌په». در این صورت به معنی آریایی‌ها خواهد بود. پیشتر گفتیم که این تعبیر به نظر می‌رسد درست است و ناگزیرمان نمی‌کند که این «آریایی‌ها» را عیلامی زبان بدانیم. ظواهر حکم می‌کنند که در اینجا منظور آریزانتها می‌باشند؛ یعنی آن قبیلهٔ مادی که، از قدیم ایرانی زبان بوده‌است. اسامی اماکن «در حدود آریبی» ایرانی است و این خود در سرزمین ماد در سده هشتم پ.م. موضوع نادری است. این واقعیت نیز با نظر فوق وفق می‌دهد.

## مادهای مقتدر و مادهای مشرق
متن سارگن‌دوم میان مادها مقتدری که … در کوه‌ها و بیابان‌ها در گردشند و آریبی‌ها (آریاها) تفاوت قائل است و این خود جالب است. منشیان سارگن‌دوم از ترکیب قومی ساکنان ماد نیک مطلع بودند - دیدیم که همواره مردم اصلی ماد غربی یا کوتیان را از اتحادیه قبایل ماد تمیز می‌دادند، بدین سبب جالب اینجاست که مادها را از آریایی‌های خاص و خلّص یا «آریبی» جدا می‌دانستند. البته از اینجا نباید چنین نتیجه گرفت که در آن زمان میان مادای به معنی محدود کلمه، عنصر ایرانی بسیار قوی وجود نداشت. بر عکس، نام‌های نمایندگان مادای به وضوح تمام حاکی از آن است که چنین عنصر نیرومندی وجود داشته‌است؛ ولی به هر تقدیر عنصر مزبور برتری نداشته و حکمفرما نبوده.
یک متن دیگر سارگن‌دوم که متأسفانه بسیار بریده بریده‌است، فهرست دقیق‌تر و مشروح‌تری از ایالات ویران شده توسط آشوریان را در طی لشکرکشی سال - ۷۱۳ پ.م. - با ذکر نام فرمانفرمایان به‌دست می‌دهد. بخشی از این فهرست با پایان فهرست سال - ۷۱۴ پ.م. - مطابق است. طبق متون سارگون‌دوم، وی بر روی هم از ۴۵ نفر از پیشوایان ماد خراج یا هدیه گرفت و از فهرست‌های منقول وی نام قریب پنجاه تن به ویژه آرباکو مادی مشخص است.
بنابر این دولتی که که دیوک (دیاکو) تأسیس کرده بود - هر چه بوده باشد - هنوز برخلاف آنچه هرودوت گفته‌است دولتی که سراسر خاک ماد را متحد کرده باشد نبود.

## آخرین لشکرکشی سارگن دوم به خاک ماد
آخرین لشکرکشی آشوریان به خاک ماد در عهد سارگن دوم در سال - ۷۰۶ پ.م. - وقوع یافت. تالتا پادشاه الیپی که خدمتگزار وفادار آشوریان بود در آن زمان درگذشته بود و نابرادری او نیبه که به شوتروک ناخونته دوم پادشاه ایلام استظهار داشت علیه اسپابارا نامی که مورد توجه آشوریان بود برخاست. سارگن دوم لشکریان هفت تن از رئیسان ایالات را به جنگ الیپی گسیل داشت. نیبه با ۴۵۰۰ کماندار ایلامی در دژ مرعوبیشتو (ماروبیشی) در حصار نشست ولی قلعه به‌دست دشمن افتاد و بعد یک پادگان آشوری در آنجا مستقر گشت.
با آنکه الیپی در ظاهر استقلال خودش را حفظ کرده بود دیگر ممکن نبود چون عامل سیاسی مستقل و هستهٔ احتمالی اتحاد آتی ماد بدان بنگرند؛ و چون در سال - ۷۰۲ پ.م. - سناخریب پسر سارگن دوم بار دیگر علیه الیپی لشکر کشید آن دولت ضعیفتر گشت. استوانهٔ راسام علی‌رسم می‌گویند که سارگن دوم در طی لشکرکشی سال ۷۰۵ پ.م. در آسیای صغیر هلاک شد؛ ولی اشترک قبیله یا جنگجویان کولومان را که ظاهراً موجب هلاکت سارگن دوم گشته همان ساکنان دژ مادی کیلمان یا کولومان می‌داند. ای. م. دیاکونوف - «منابع آشوری بابلی در تاریخ اورارتو» شمارهٔ ۳۹، ذیل سال ۷۰۵ پ.م. اشاره می‌کند که سارگن دوم بخاطر «کولومیان» هلاک شد اشترک «کولومیان» را در خاک ماد می‌داند.

## وجه تسمیه کولومان
اصطلاح کولومان (کی‌لمان) با اسلوب زبان‌شناسی تطبیقی ممکن است این‌گونه تعبیر شود که کلمه نخست یعنی «کی» یا «کو» همان مفهوم شاه را داشته و هر دو واژه کاربرد زیادی در زبان پارسی داشته‌اند، مانند کورش و کی‌خسرو. شاید قسمت اوّل کلمهٔ کولومان یا کیلمان به معنی شاه باشد. بخش دوم اصطلاح مزبور ممکن است به دو کلمهٔ «لوم» و «آن» در واژهٔ کولومان، «لم» و «آن» در واژهٔ کیلمان تجزیه شود. استنتاج از اصطلاحات یاد شده را شاید بتوان با واژهٔ کولی تطبیق یا تشبیه نمود. اینکه کولی‌های مهاجر و چادرنشین از قبایل بسیار کهن ایرانی باشند بعید نیست ولی چرا کولی لقب یافته‌اند آشکار نیست. کولی‌ها اگر چه هیچگاه وارد دایرهٔ مدنیت نشدند اما همیشه پیشوا و رهبری بزرگ داشته‌اند که بر کُل ایشان فرمانروا بود به همین سبب کو که به مفهوم پیشوا و کولی به معنی دارای پیشوا یا شاه است به ایشان لقب داده شده‌است. در اذهان ملل ایرانی کولی‌ها به جنگجو بودن شهره بودند اما به سبب بینش کم سیاسی، در ادوار تاریخی، گاهی آلت دست دشمنان نیز قرار گرفته‌اند. به هر تقدیر شاید کولومان‌ها اسلاف کولی‌های امروزی باشند و این قبایل با اسکیت‌های مهاجر که در تیراندازی مهارت داشتند قابل قیاس است.